# Хроника Второй мировой войны (декабрь 1939 года)

## 1 декабря1939 года(пятница). 92-й день войны
1 декабря из Рейхсгау Позен в генерал-губернаторство переселяется 150 000 поляков.
1 декабря в Стокгольме начинается запись добровольцев в финскую армию.
Советско-финская война.
Терийокское правительство

Карта Финляндии конца 1939 года, составленная Аэрографическим отделом ВВС РККА. Сиреневым цветом нанесена граница между СССР и Финлянлской Демократической Республикой согласно Договору о взаимопомощи и дружбе от 02 декабря 1939 года.

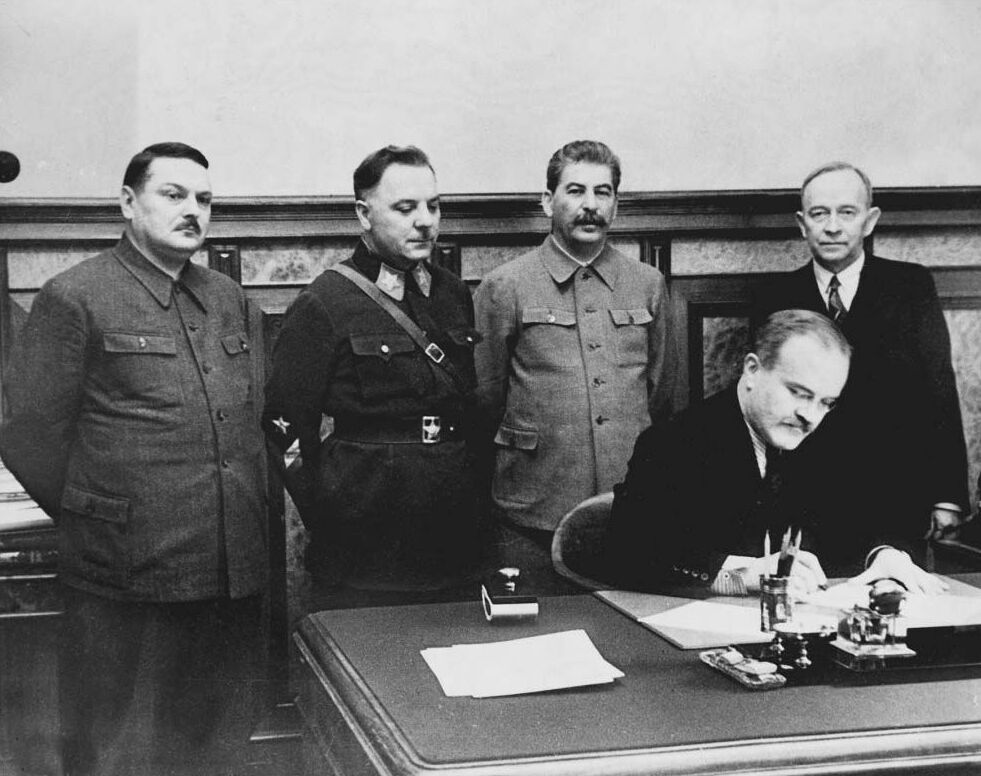
В. М. Молотов подписывает договор между СССР и Терийокским правительством. Стоят: А. А. Жданов, К. Е. Ворошилов, И. В. Сталин, О. В. Куусинен

1 декабря 1939 года в газете «Правда» было опубликовано сообщение, в котором говорилось, что в Финляндии образовано так называемое «Народное правительство», во главе которого встал Отто Куусинен. В исторической литературе правительство Куусинена обычно именуется «терийокским», поскольку находилось оно, после начала войны, в посёлке Терийоки (ныне город Зеленогорск). Это правительство было официально признано СССР.
Московское радио известило об основании республики 1 декабря 1939 года в Терийоки (ныне Зеленогорск, Россия). Финские войска в тот же самый день только покинули город, поэтому некоторые исследователи высказывают сомнения в том, что Терийоки является реальным местом основания ФДР]. Новая республика была официально признана тремя странами мира (СССР, Монголия, Тува).
Правительство республики состояло из граждан СССР, руководителей Коммунистической партии Финляндии и известно под именем Терийокское правительство (фин. Terijoen hallitus), так как Терийоки был первым финским городом, занятым Красной Армией. Главой правительства и министром иностранных дел являлся финский коммунист Отто Куусинен.
Основные положения этого договора соответствовали требованиям, которые ранее СССР предъявлял финским представителям (передача территорий на Карельском перешейке, продажа ряда островов в Финском заливе, сдача в аренду Ханко). В обмен предусматривалась передача Финляндии значительных территорий в советской Карелии и денежная компенсация. Также СССР обязался поддерживать Финскую Народную Армию вооружением, помощью в подготовке специалистов и т. д. Договор заключался сроком на 25 лет, и, в случае, если за год до истечения срока договора ни одна из сторон не заявляла о его расторжении, он автоматически продлевался ещё на 25 лет. Договор вступал в силу с момента его подписания сторонами, а ратификация планировалась «в возможно более короткий срок в столице Финляндии — городе Хельсинки».

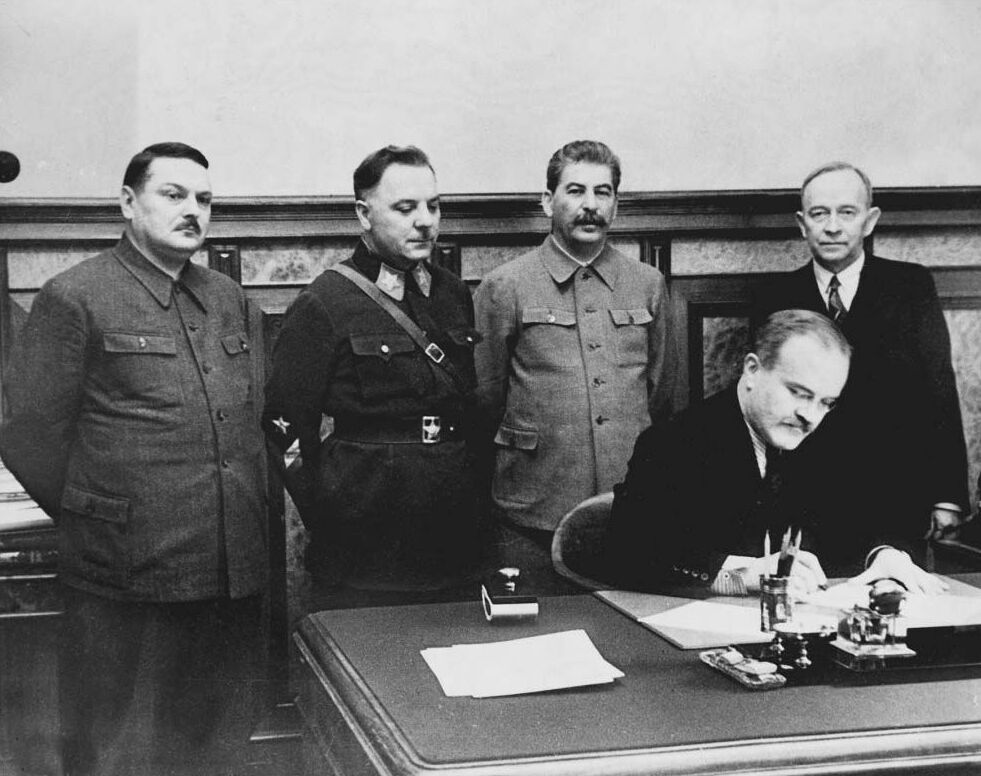
В. Молотов подписывает договор между СССР и Терийокским правительством. Крайний справа — О. Куусинен

Алакуртти. Утром 1 декабря территорию сгоревшего села Алакуртти заняли советские войска.
Англия и Франция: планы боевых действий против СССР. Великобритания с самого начала оказывала помощь Финляндии. С одной стороны, британское правительство пыталось избежать превращения СССР во врага, с другой — в нём было распространено мнение, что из-за конфликта на Балканах с СССР «придётся воевать так или иначе». Финский представитель в Лондоне Георг Грипенберг (fi:Georg Achates Gripenberg) обратился к Галифаксу 1 декабря 1939 года с просьбой разрешить поставки военных материалов в Финляндию, с условием, что они не будут реэкспортированы в нацистскую Германию (с которой Великобритания была в состоянии войны). Глава Департамента Севера (en:Northern Department) Лоуренс Коллиер (en:Laurence Collier) при этом считал, что британские и немецкие цели в Финляндии могут быть совместимы и желал вовлечения Германии и Италии в войну против СССР, при этом выступая, однако, против предложенного Финляндией применения польского флота (тогда под контролем Великобритании) для уничтожения советских судов. Томас Сноу (англ. Thomas Snow), представитель Великобритании в Хельсинки, продолжал поддерживать идею антисоветского союза (с Италией и Японией), высказываемую им до войны.
Японо-китайская война. Зимнее наступление. 1-й военный район.
1 декабря войска 3-й группы армия и партизанские соединения перерезали железную дорогу Лунхай к востоку и западу от Ланькао, а также дороги в уездах Тунсюй, Хуайян и Луи.

## 2 декабря1939 года(суббота). 93-й день войны
Советско-финская война.
Терийокское правительство.
2 декабря 1939 между СССР и ФДР был заключён Договор о взаимопомощи и дружбе. Основные положения этого договора соответствовали требованиям, которые ранее СССР предъявлял финским представителям (передача территорий на Карельском перешейке, продажа ряда островов в Финском заливе, сдача в аренду Ханко). В обмен предусматривалась передача Финляндии значительных территорий в Советской Карелии и денежная компенсация. Статья 8 договора обещала ратификацию «в возможно более короткий срок в столице Финляндии — городе Хельсинки».
Бои под Петсамо.
104-я дивизия вместе с пограничниками двигалась на запад не встречая сопротивления. Основные силы финнов в районе Петсамо в составе усиленного батальона до 2 декабря удерживали два советских полка на перешейке, отделявшем полуостров Средний от материка. К вечеру 2 декабря 58-й и 95-й стрелковые полки заняли Петсамо, туда началась переброска из Мурманска 52-й стрелковой дивизии.

## 3 декабря1939 года(воскресение). 94-й день войны
Советско-финская война. В течение первых дней войны финская армия отступала, избегая крупных столкновений, используя тактику изматывания противника серией контрударов силами мелких подразделений.
Бои под Петсамо. 3 декабря советские войска взяли Луостари.
Исключение СССР из Лиги Наций. 3 декабря постоянный представитель Финляндии в Лиге Наций Эйно Рудольф Холсти проинформировал генерального секретаря Лиги Жозе Авеноля о начале советской военной агрессии против своей страны и денонсации Советским Союзом предшествовавших двусторонних договоров. В связи с этим постпред просил экстренно созвать Совет и Ассамблею этой организации для предотвращения войны.

## 4 декабря1939 года(понедельник). 95-й день войны
Советско-финская война.
Терийокское правительство.
Исключение СССР из Лиги Наций. 

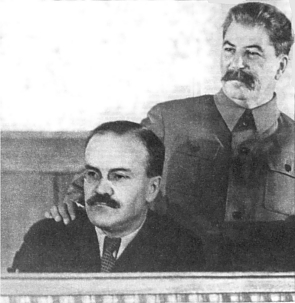
Вячеслав Молотов и Иосиф Сталин.

4 декабря в ответ на запрос генсека Лиги Наций нарком иностранных дел СССР Вячеслав Молотов заявил, что Советский Союз не находится в состоянии войны с Финляндией и не угрожает финскому народу, поскольку заключил 2 декабря 1939 года Договор о взаимопомощи и дружбе с правительством учреждённой за сутки до этого Финляндской Демократической Республики (ФДР). С точки зрения СССР, он предпринимает совместные с ФДР усилия по ликвидации очага войны, созданного в Финляндии её прежними правителями.
Молотовым было объявлено, что предыдущее правительство Финляндии утратило свои полномочия и страной более не руководит. Советский Союз заявил в Лиге Наций, что отныне будет вести переговоры только с ФДР. Также глава НКИД СССР сообщил, что в случае созыва Совета и Ассамблеи для рассмотрения обращения Холсти советские представители в них участвовать не будут.
Бои под Петсамо. Чтобы избежать окружения, финны отступили. 95-й стрелковый полк вернулся на полуостров Рыбачий, а 58-й стрелковый полк, артиллерия и станковые пулемёты которого ещё находились на пути в Петсамо, занял оборону. В этой ситуации командование 104-й горнострелковой дивизии отдало приказ о подготовке налёта на позиции противника в ночь на 5-е декабря.
7-я армия (СССР). Прибыл на фронт в качестве представителя ГАУ. Однако 4 декабря 1939 года Грендаль, никогда не командовавший пехотными войсками, был неожиданно назначен командующим оперативной группой из трёх стрелковых дивизий (49-й, 142-й и 150-й), наступавших на Кексгольмском направлении и входивших в состав 7-й армии.
4 декабря 1939 года 100-я стрелковая дивизия была переведена в Ленинградский военный округ, после чего части дивизии по железной дороге отправлены в Ленинград.

## 5 декабря1939 года(вторник). 96-й день войны
Советско-финская война. В ноябре 1939 года 138-я СД была переброшена на Карельский перешеек и 5 декабря переправилась через пограничную реку Сестра.
Терийокское правительство.
Исключение СССР из Лиги Наций.
Бои под Петсамо. В ходе налёта роте 273-го полка удалось захватить пять автомашин и три орудия, но финский часовой перед смертью успел подать сигнал тревоги. В ночном бою командир потерял управление ротой, которая при контратаке противника отошла, ведя беспорядочный огонь. Финны вернули свои орудия и захватили четыре станковых и четыре ручных пулемёта. Потери в роте составили почти половину её штатной численности. Командир роты после боя был отдан под суд и расстрелян.
7-я армия (СССР). Эта группа (называвшаяся «группой Грендаля») первой из войск 7-й армии 5 декабря вышла к левому флангу «линии Маннергейма».

## 6 декабря1939 года(среда). 97-й день войны
Советско-финская война.
7-я армия (СССР). «Группа Грендаля» 6 декабря с ходу форсировала ещё не замёрзшую реку Тайпален-йоки и создала плацдарм на её северном берегу. По воспоминаниям будущего Главного маршала артиллерии Н. Н. Воронова, 

в процессе этого очень трудного и сложного боя (атака с ходу УР, с форсированием крупной реки) В. Д. Грендаль, опираясь на наскоро импровизированный штаб, проявил себя отличным организатором боя и волевым, твердым командиром. Одновременно он показал и в этом бою присущую ему исключительную храбрость, появляясь в кризисные моменты боя на самых опасных местах, отдавая необходимые приказания и воодушевляя личным примером командиров и бойцов.

Японо-китайская война. Зимнее наступление. 1-й военный район.
Новый 5-й корпус 6 декабря атаковал позиции японской 1-й отдельной смешанной бригады к югу и северу от Аньяна, уничтожив железнодорожные мосты.

## 7 декабря1939 года(четверг). 98-й день войны
Советско-финская война. Битва при Суомуссалми. Сражение на Раатской дороге.
7 декабря 163-я дивизия достигла Суомуссалми, финские военные сами полностью сожгли посёлок перед отступлением. 7 декабря 1939 года 163-я стрелковая дивизия 9-й армии в ходе наступления заняла посёлок Суомуссалми, перед которой была поставлена ответственная задача нанести удар на Оулу, выйдя к Ботническому заливу и в результате разрезав Финляндию пополам. Но при этом дивизия потеряли контакт с другими частями РККА.
Странная война. Датско-норвежская операция. 7—13 декабря в норвежских водах германской подлодкой были потоплены британские или зафрахтованные британцами суда «Томас Уолтон», «Дептфорд» и «Гэродфелиа».

## 8 декабря1939 года(пятница). 99-й день войны
Советско-финская война.
Сражение на Раатской дороге.
8 декабря китайские войска при содействии Чжуньцзиньской авиагруппы советского майора С. Супруна остановили японское наступление из района г. Наньин на рубеже Куньлуньгуан, после чего (16 декабря 1939) силами 86-й и 10-й армий китайцы начали наступление с целью окружения Уханьской группировки японских войск. С флангов операцию обеспечивали 21-я и 50-я армии. В первый день операции японская оборона была прорвана, но дальнейший ход событий привёл к остановке наступления, отступлению на исходные позиции и переходу к оборонительным действиям. Уханьская операция провалилась из-за недостатков системы управления китайской армии

## 9 декабря1939 года(суббота). 100-й день войны
Советско-финская война.
Сражение на Раатской дороге.

## 10 декабря1939 года(воскресение). 101-й день войны
Советско-финская война.
Сражение на Раатской дороге.

## 11 декабря1939 года(понедельник). 102-й день войны
Советско-финская война.
11 декабря 138-я СД вошла в состав 50-го СК и приступила к смене частей 123-й СД на рубеже озёр Суммаярви, Сепянмяки. Дивизии предстояло прорвать линию Маннергейма. Одним из наиболее мощных узлов которой был Хатиненский (Сумской). Его то и предстояло преодолеть 138-й СД.
Сражение на Раатской дороге. Перебрасывая с других участков фронта подкрепления, финны 11 декабря перекрыли Раатскую дорогу, соединявшую 163-ю дивизию с тылом. Дивизия была окружена меньшими по численности силами финнов и отрезана от снабжения.

## 12 декабря1939 года(вторник). 103-й день войны
Советско-финская война. К 12 декабря части 7-й армии смогли преодолеть лишь полосу обеспечения линии и выйти к переднему краю главной полосы обороны, но запланированный прорыв полосы с ходу не удался из-за явно недостаточных сил и плохой организации наступления.
Битва при Петсамо. Продолжение советского наступления.
12 декабря, после подхода всех подразделений 52-й стрелковой дивизии, наступление возобновилось. Финны начали отходить по шоссе на Рованиеми, минируя его и устраивая завалы.
Битва при Толваярви. 12 декабря финская армия провела одну из своих самых успешных операций у озера Толваярви.

## 13 декабря1939 года(среда). 104-й день войны
Советско-финская война.
Сражение на Раатской дороге. 13 числа финны перекрыли также северный путь доставки подкреплений советским войскам (в дальнейшем снабжение велось по озеру Киантаярви).
Странная война. Битва у Ла-Платы. Бой

Маневрирование кораблей во время боя.

Утром 13 декабря 1939 года около 6 часов утра «Адмирал граф Шпее» столкнулся с эскадрой английских крейсеров; на «Шпее» обнаружили верхушки мачт в 5:52, в 6:16 с крейсера «Эксетер», поступило донесение: "Полагаю, что это «карманный линкор». Поначалу английские легкие крейсера были приняты за эсминцы, то есть командир «Адмирала Шпее» капитан цур зее Ганс Лангсдорф посчитал, что имеет дело с крейсером и двумя эсминцами. Лангсдоф, имевший приказ не вступать в бой с английскими боевыми кораблями, и опасаясь, что англичане, шедшие до сего времени экономичным 15-ти узловым ходом, начнут погоню, дал команду
уходить полным ходом.
Английской эскадрой командовал коммодор Генри Харвуд, находившийся на флагмане «Аякс». Им был принят план боя, состоявший с учётом своего превосходства в скорости в том, чтобы взять противника в клещи, заставив его вести стрельбу на оба борта.
Командовал "Эксетером капитан Фредерик Белл, имевший тридцатилетний опыт службы на флоте и участник многих боевых операций.
В 6 ч 18 мин первый залп немецкого рейдера лег между английскими крейсерами, а через четыре минуты заговорили орудия «Эксетера». Приняв легкие крейсера за эсминцы, командир «Адмирала графа Шпее» капитан 1 ранга Г. Лангсдорф приказал сосредоточить огонь артиллерии главного калибра только на самом сильном противнике.
В 6 ч 23 мин Лангсдорф добился попадания в правый борт «Эксетера», что уничтожило почти всю команду торпедистов.
В результате следующих шести залпов «Эксетер» получает несколько попаданий, после чего у него оказалась разбитой вторая носовая башня, разрушен командирский мостик, нарушена связь и выведены из строя механизмы управления рулями. Однако машины оставались невредимыми. Перейдя в кормовую боевую рубку, командир английского корабля начал передавать команду по цепочке матросов аварийной команде ручного управления. Во многих отделениях корабля были пожары, а сам он имел крен на правый борт.
Из уцелевших орудий удалось поразить Граф Шпее в правый борт. После чего Лангсдорф дал радиограмму о том, что корабль повреждён, имеется 36 убитых , 6 тяжело и 53 легко раненых. Уверенности в том, что в такой ситуации ему удастся прорваться обратно нет. И потому он, несмотря на опасность быть заблокированным, идёт в устье Ла-Платы. После чего он изменил курс, но успел уничтожить оставшиеся носовые орудия «Эксетера», который горел во многих местах, однако пожар стих после недолёта немецких снарядов, заливших корабль водой. Следующим попаданием была около 7.40 окончательно уничтожена вся артиллерия главного калибра «Эксетера». Белл был ранен осколком в глаза.
На вопрос старшего офицера о дальнейших действиях Белл ответил, что намерен таранить немецкий корабль. Однако Лангсдорф, не имевший приказа вступать в бой с боевыми кораблями и уверенный, что слабая английская эскадра представляет собой лишь авангард крупного английского соединения, дал команду уходить под прикрытием дымовой завесы в нейтральные воды.
Пилоты взлетевшего с «Ахиллеса» самолёта для корректировки огня и осмотра горящего «Эксетера» были поражены тем, что корабль в таком состоянии мог держаться на плаву. К вечеру судовой врач извлёк осколки из глаз Белла, после чего он вернулся к управлению кораблём и привёл его на Фолкленды, где корабль был поставлен в док.
Тем временем легкие крейсеры, обстреливаемые только вспомогательной артиллерией линкора, проскочили опасную зону и, по словам Лангсдорфа, вели себя с «непостижимой наглостью». Когда в 7.16 рейдер повернул к югу, намереваясь добить «Эксетер», легкие крейсеры «Аякс» и «Ахиллес», стреляли так точно и эффективно, что двумя снарядами вывели из строя систему управления артиллерийским огнём на «Адмирале графе Шпее». И, хотя эти действия не остались без ответа (один 280-мм немецкий снаряд вывел из строя кормовые башни на «Аяксе», а другой снёс его мачту), оба англичанина продолжали до ночи преследовать, на время пропадая из виду. «Граф Шпее» отстреливался, экономя боезапас. Потеряв около 22 часов англичан из вида окончательно, Лангсдорф сделал роковую ошибку, не повернув на юг, что дало бы ему возможность уйти в просторы Атлантики.
В полночь, когда «Адмирал граф Шпее» отдал якорь на рейде Монтевидео, «Аякс» и «Ахиллес», разделившись, поспешили перекрыть оба выхода из устья Ла-Платы. На следующую ночь к ним присоединился тяжелый крейсер «Камберленд» (8-203-мм орудий)— это было пока все, что Харвуд смог противопоставить германскому рейдеру.
По возвращении в Англию команда «Эксетера» была принята в Плимуте Черчиллем и в Лондоне королём Георгом VI, Белл был произведен в компаньоны, а Генри Харвуд — в рыцари-командоры Ордена Бани.
Японо-китайская война. Зимнее наступление. 1-й военный район.
Севернее Хуанхэ атаковала 36-я группа армий. К 13 декабря 47-й корпус завершил очистку от японских войск гор Тайханшань.

## 14 декабря1939 года(четверг). 105-й день войны
Странная война. Датско-норвежская операция. Разработка операции «Учения на Везере».
Для немцев Норвегия была как ключом к Северному морю, так и путём транзита шведской руды; на её захвате особенно настаивал главнокомандующий кригсмарине гросс-адмирал Эрих Редер. 14 декабря 1939 года командование вермахта получило задание от Гитлера исследовать возможность захвата Норвегии.
Советско-финская война.

## 15 декабря1939 года(пятница). 106-й день войны
Советско-финская война.
Японо-китайская война. Зимнее наступление. 1-й военный район.
15 декабря 81-я дивизия взяла железнодорожную станцию Лован, а на следующий день вошла в Кайфэн.
Тем временем на юго-востоке 2-й кавалерийский корпус окружил Шанцю и атаковал его с востока, уничтожив аэродром. Силы внешнего кольца окружения уничтожили японские деблокирующие силы, двигавшиеся с востока по железной дороге Лунхай.

## 16 декабря1939 года(суббота). 107-й день войны
Советско-финская война.

## 17 декабря1939 года(воскресение). 108-й день войны
Советско-финская война.
7-я армия (СССР).

70-я стрелковая дивизия — 7-й Армии 17.12.1939 в 23:20 КП 70-й сд в Меллола (ныне — Камышевка)
— 
Странная война. Битва у Ла-Платы. Последующие события
Посетившая линкор государственная комиссия Уругвая установила, что для ремонта корабля потребуется не меньше двух недель.
Хотя повреждения «Адмирала графа Шпее» оказались не очень велики, он нуждался в ремонте, которого нельзя было сделать за три дня, предоставленных правительством Уругвая согласно нормам международного права. Английская и французская дипломатические миссии делали всё возможное, чтобы подольше задержать линкор в Монтевидео, поскольку ближайшие тяжёлые английские корабли находились, по данным Черчилля, на расстоянии не меньше 2000 морских миль.
Понимая затруднительное положение Лангсдорфа, английская агентура в Монтевидео передала по радио ложную секретную информацию и усиленно распространяла слухи, что «Адмирала графа Шпее» у выхода из Ла-Платы поджидает сильная английская эскадра, в составе которой находятся линейный крейсер «Ринаун» и авианосец «Арк Ройял». Присутствие двух английских крейсеров служило убедительным подтверждением слухов. Кроме того, силуэт «Камберленда» был ошибочно принят немцами за «Ринаун». Командующий морскими силами Англии в Южной Америке проинформировал городские власти и полицию о том, что в ближайшее время прибудут два больших английских корабля для отдыха своих экипажей.
Уверовав в неминуемую гибель своего корабля, Лангсдорф послал запрос в Берлин, сообщив, что вследствие блокады прорыв безнадёжен. 17 декабря он получил от адмирала Рёдера телеграмму, предписывающую ему продлить пребывание в нейтральных водах настолько, насколько это будет возможно и попытаться прорваться в Буэнос-Айрес, но ни в коем случае не допускать интернирования корабля в Уругвае. В случае принятия решения о затоплении, обеспечить приведение корабля в негодность.
17 декабря после полудня 700 членов экипажа, собрав пожитки, перешли на стоящее в гавани немецкое торговое судно.
При этом были освобождены 27 членов экипажей с потопленных английских судов. Они немедленно информировали английское посольство, что другие 300 пленников переданы на немецкое судно «Альтмарк».
17 декабря в 18.20, провожаемый взглядами 750 000 зрителей, надеявшихся стать свидетелями морского боя, корабль отошёл в нейтральные воды из гавани Монтевидео. Затем остатки команды и капитан в количестве 40 человек перешли на буксир, предварительно разместив в отсеках корабля шесть боевых отделений торпед.
В 19.56 последовало несколько взрывов, после чего корабль затонул на глубине 8 метров.

## 18 декабря1939 года(понедельник). 109-й день войны
Советско-финская война.

## 19 декабря1939 года(вторник). 110-й день войны
Советско-финская война.

## 20 декабря1939 года(среда). 111-й день войны
Советско-финская война.
20 декабря Зеленцов запросил у штаба разрешения отступить к советской границе, но получил отказ. На помощь ей была направлена 44-я Киевская Краснознамённая стрелковая дивизия, прибывшая накануне с Украины.
20 декабря 1939 года передовые отряды 44-й дивизии, усиленной бронетанковой бригадой, вступили с территории СССР на Раатскую дорогу и стали продвигаться в направлении Суомуссалми, где находилась окружённая 163-я дивизия.
Странная война. Битва у Ла-Платы. Последующие события
Оставшийся в отеле Буэнос-Айреса Лангсдорф 20 декабря, следуя правилам кайзеровского флота, состоявшими в том, что капитан разделяет судьбу своего корабля, завернулся в корабельный флаг и застрелился. Экипаж «Адмирала Графа Шпее» был эвакуирован в Буэнос-Айрес.

## 21 декабря1939 года(четверг). 112-й день войны
Советско-финская война.
Иностранная военная помощь Финляндии в Зимней войне.
 Германия.
21 декабря 1939 года Германия заключила договор со Швецией, в котором обещала поставить в Швецию столько же оружия, сколько она передаст Финляндии из собственных запасов. После этого Швеция стала поставлять ещё больше оружия для Финляндии.

## 22 декабря1939 года(пятница). 113-й день войны
Советско-финская война. После семидневных боев в районе Сумма-Хотинен безрезультатно заканчивается с огромными потерями попытка прорвать в лоб «линию Маннергейма». Флегматичные и невозмутимые финны в своих дотах падали в обморок при виде горы трупов, которую они создавали своим огнём.
В середине декабре 1939 года 44-я стрелковая дивизия была направлена на помощь 163-й стрелковой дивизии, попавшей под Суомуссалми в полуокружение.
Продвигавшаяся без организации боевого охранения колонной по окружённой лесом Раатской дороге, дивизия растянулась на 30 километров и 22 декабря 1939 года была остановлена заслоном противника в 12 километрах от Суомуссалми.

## 23 декабря1939 года(суббота). 114-й день войны
Советско-финская война.
Советские войска вторглись на территорию Финляндии, имея намерение разрезать её и выйти к Ботническому заливу. Но здесь финны приняли тактику партизанской войны. Небольшими партиями из хорошо знавших местность лыжников они из засад обстреливали растянувшиеся по узким лесным дорогам колонны войск. При этом основной их целью были командиры и походные кухни. Окружённые войска в соответствии с уставами занимали круговую оборону, образуя малоподвижные очаги сопротивления, называемые финнами «мотти», ликвидация которых была лишь вопросом времени

## 24 декабря1939 года(воскресение). 115-й день войны
Советско-финская война.

## 25 декабря1939 года(понедельник). 116-й день войны
Советско-финская война.
До 25 декабря после артподготовок 138-я стрелковая дивизия поднималась в атаку, но встречаемые огнём пулемётов, миномётов и артиллерии отступала на исходные позиции.
25 декабря в 138-й СД произошла смена командования. Командиром назначен полковник А. А. Хадеев, начальником штаба П. Н. Тупиков, начальником политотдела батальонный комиссар Г. П. Романов.

## 26 декабря1939 года(вторник). 117-й день войны
Советско-финская война.

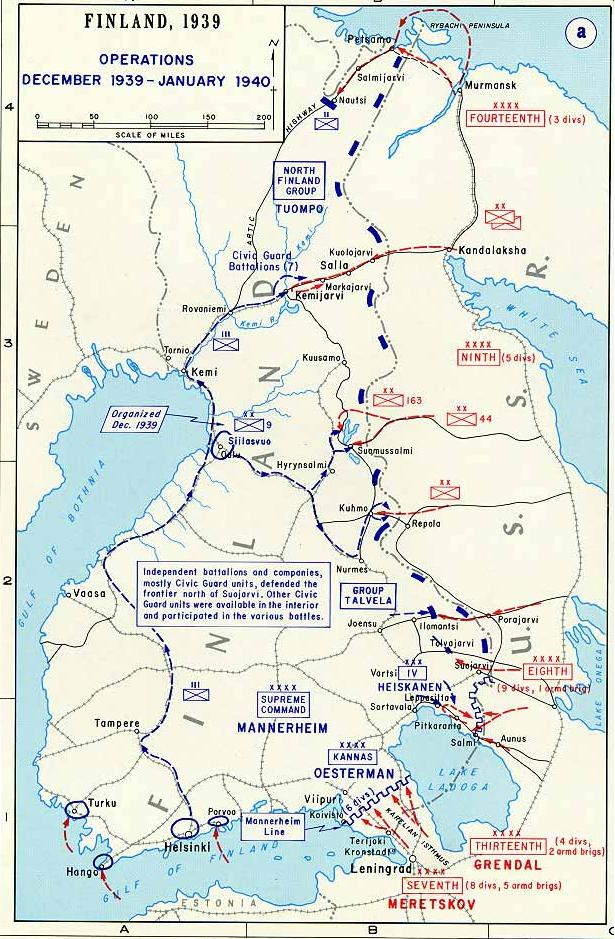
Схема военных действий в декабре 1939 — январе 1940 года

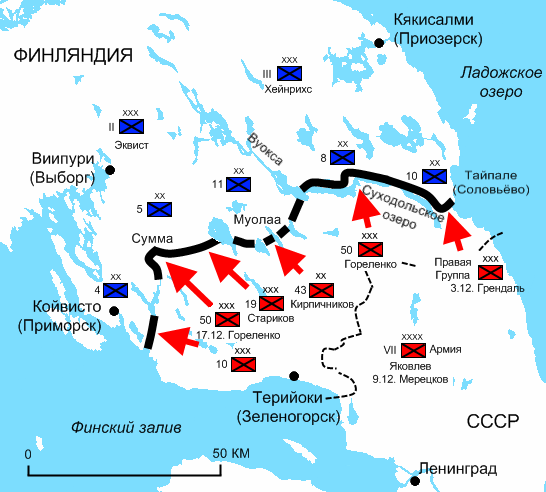
Карельский перешеек. Карта боевых действий. Декабрь 1939 года
Линия Маннергейма

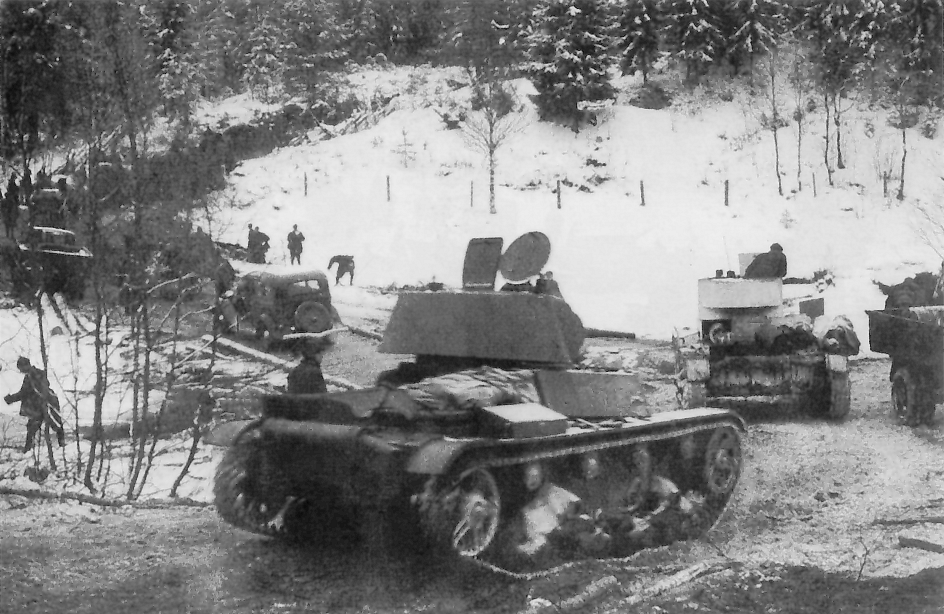
Наступление войск 7-й армии в Карелии. Декабрь 1939 года

До конца декабря продолжались попытки 7-й армии прорыва линии Маннергейма, не принёсшие успеха.
26 декабря 1939 года отдельные части 100-й СД вели бои в районе Хотинена.
На Карельском перешейке фронт стабилизировался к 26 декабря. Советские войска начали тщательную подготовку к прорыву основных укреплений «линии Маннергейма», вели разведку полосы обороны.

## 27 декабря1939 года(среда). 118-й день войны
Советско-финская война.
27 декабря 138-я стрелковая дивизия сдала полосу наступления 100-й СД и была выведена в резерв 7-й Армии.
Ход боевых действий выявил серьёзные пробелы в организации управления и снабжения войск Красной Армии, плохую подготовленность командного состава, отсутствие у войск специфических навыков, необходимых для ведения войны зимой в условиях Финляндии. К концу декабря стало ясно, что бесплодные попытки продолжить наступление ни к чему не приведут. На фронте наступило относительное затишье.

## 28 декабря1939 года(четверг). 119-й день войны
Советско-финская война.
100-я стрелковая дивизия бала переброшена на Карельский перешеек, куда эшелоны прибывали с 28 декабря 1939 года по 13 января 1940 года. С 16 декабря 1939 года по 13 марта 1940 года 100-я стрелковая дивизия была в составе действующей армии, участвуя в Зимней войне.
В это время финны безуспешно пытались контратаками сорвать подготовку нового наступления. Так, 28 декабря финны атаковали центральные части 7-й армии, но были отбиты с большими потерями.
Японо-китайская война. Зимнее наступление.
28 декабря китайцы произвели перегруппировку: в то время как основные силы удерживали захваченные позиции, специальные колонны выдвинулись к Янцзы для пресечения с помощью мин и артиллерии движения судов по реке.

## 29 декабря1939 года(пятница). 120-й день войны
Советско-финская война.
44-я стрелковая дивизия была блокирована на дороге в Суомуссалми, в дефиле между двумя озёрами близ деревни Раате силами двух рот 27-го финского полка (350 чел.). Не дождавшись её подхода, 163-я дивизия в конце декабря под постоянными атаками финнов оказалась вынужденной прорываться из окружения, при этом потеряв 30 % личного состава и большую часть техники и тяжёлого вооружения.
Японо-китайская война. Зимнее наступление.

## 30 декабря1939 года(суббота). 121-й день войны
Советско-финская война.
Японо-китайская война. Зимнее наступление.

## 31 декабря1939 года(воскресение). 122-й день войны
Германия. Гитлер заслушивает доклад немецкого Верховного командования (ОКВ), в котором обосновывается мысль, что, как оказалось, для современной армии Красная Армия вовсе не представляет собой серьезного противника. Для Германии стало возможным при ухудшении отношений с Советским Союзом пойти на риск войны на два фронта.
Странная война. Битва за Атлантику. С сентября по декабрь 1939 года Великобритания теряет от ударов немецких подводных лодок 114 судов, немцы же в 1939 году лишились только 9 подводных лодок.
Советско-финская война. К протестам присоединился и президент США Рузвельт. Президент США Рузвельт объявил в декабре Советскому Союзу «моральное эмбарго».
Японо-китайская война. Зимнее наступление.